# Перстень княгини Анны
«Перстень княгини Анны» (пол. Pierścień księżnej Anny) — польский приключенческий, фантастический художественный фильм, снятый режиссёром Марией Каневской в 1970 году
Премьера фильма состоялась 2 апреля 1971 года.

## Сюжет
В маленьком городке у подножия Тевтонского замка трое мальчишек-фантазёров, увлеченных романом Г. Сенкевича «Крестоносцы», во время летних каникул решили обследовать развалины старого замка.
Семнадцатилетний Франек, сын директора школы, четырнадцатилетний Анджей и пятилетний Яцек, приехавшие сюда к бабушке и дедушке, наблюдают за работой археологов в окрестностях замка. Мальчики создали машину собственной конструкции, чтобы проникнуть в руины замка, но внезапный обвал вызывает сдвиг во времени, и они попадают в прошлое, где начинается череда увлекательных и опасных приключений…
Путешественники во времени оказываются во дворе Тевтонского замка в июле 1406 года. Схваченные тевтонскими рыцарями, они, используя снаряжение XX века, совершают побег из темницы и попадают во двор польского князя Януша Мазовецкого. Тевтонские рыцари пытаются догнать беглецов; и мальчики, чтобы вновь не попасть в плен к тевтонцам, участвуют в бою. Сражение рыцарей заканчивается победой поляков, которые выдвигают проигравшим условие — освобождение мальчиков. Тевтонцы намереваются отравить вином дружину польского князя. Мальчики, узнав об этом, стремятся предупредить князя о замысле крестоносцев. Тевтонские рыцари начинают преследовать их. Беглецы вновь попадают в подвалы замка, где спрятана их сломанная машина времени. В результате очередного сдвига во времени, они оказываются в XX веке и встречают своих археологов, работающих поблизости. Свидетельством их участия в странных приключениях является перстень, полученный в подарок от княгини Анны.

## В ролях
- Ежи Маталовский — Франек
- Кшиштоф Строиньский — Анджей
- Пётр Сот — Яцек, брат Анджея
- Веслава Квасьневская — княгиня Анна / археолог
- Анджей Шалявский — Януш I Мазовецкий / археолог
- Богуш Билевский — рыцарь Хлява
- Ежи Брашка — Валек, оруженосец князя Януша
- Казимеж Фабисяк — ксёндз Калеб
- Болеслав Плотницкий — духовник княгини Анны
- Станислав Мильский — крестоносец
- Влодзимеж Новак — крестоносец Кароль
- Цезарий Юльский — полководец крестоносцев
- Богдан Невиновский — крестоносец-охотник
- Изабелла Дзярска — Гражина, служанка / археолог Марыська
- Эмир Бучацкий — магистр
- Иренеуш Каницкий — Ян из Лотарингии
- Тадеуш Шмидт — рыцарь Повала
- Ежи Блёк — пленный крестоносец
- Казимеж Дембицкий
- Теодор Гендера
- Тадеуш Ястшембовский
- Эугениуш Каминьский — крестоносец
- Болеслав Каминьский
- Ян Коциняк — крестоносец
- Анджей Красицкий — оруженосец
- Тадеуш Косударский — крестоносец
- Чеслав Лясота — смоляр
- Виктор Нановский — «купец» тевтонских рыцарей
- Лех Ордон
- Зофия Перчиньская — подданная
- Чеслав Пясковский
- Тадеуш Сомоги
- Эдвард Сосна
- Михал Шевчик — крестоносец
- Роман Сыкала — смоляр
- Ежи Ткачик — слуга князя Януша
- Казимеж Вихняж — повар князя Януша
- Александер Соколовский
- Пшемыслав Зелиньский
- Зыгмунт Навроцкий
- Анджей Мирецкий
- Богдан Глущак
- Ванда Баерувна